# Neivamyrmex raptor
Neivamyrmex raptor är en myrart som först beskrevs av Auguste-Henri Forel 1911.  Neivamyrmex raptor ingår i släktet Neivamyrmex och familjen myror. Inga underarter finns listade i Catalogue of Life.